# بونغاع (بني مراق تامريخت)
بونغاع هو دُوَّار يقع بجماعة بني رزين، إقليم شفشاون، جهة طنجة تطوان الحسيمة في المملكة المغربية. ينتمي الدوّار لمشيخة بني مراق تامريخت التي تضم 14 دوار. يقدر عدد سكانه بـ 532 نسمة حسب الإحصاء الرسمي للسكان والسكنى لسنة 2004.

## روابط خارجية
- البوابة الوطنية للجماعات الترابية نسخة محفوظة 12 مارس 2018 على موقع واي باك مشين.
- المندوبية السامية للتخطيط